# Bay du Nord Wilderness Reserve
Die Bay du Nord Wilderness Reserve ist ein Naturschutzgebiet im zentralen Südosten der zur kanadischen Provinz Neufundland und Labrador gehörenden Insel Neufundland. Das Reservat wurde 1986 provisorisch eingerichtet. 1990 erhielt das Schutzgebiet seinen heutigen Status. Hauptzweck für die Errichtung des Reservats ist der Schutz des Kanadischen Waldkaribus (Rangifer tarandus caribou), dessen größter Inselbestand in dem Gebiet vorkommt. Für Erholungssuchende bietet das Gebiet Kanu- und Angelgewässer. Es besteht die Möglichkeit zum wilden Camping, zur Vogel- und Tierbeobachtung sowie der Landschaftsfotografie. Für alle Aktivitäten im Schutzgebiet ist eine offizielle Genehmigung erforderlich. Zwischen dem 15. Dezember und dem 15. März ist die Nutzung von Schneemobilen im Schutzgebiet nicht erlaubt.

## Lage
Das Schutzgebiet umfasst eine Fläche von 2895 km². Es wird nach Norden hin über Terra Nova River und Northwest River, im Osten über den Pipers Hole River zur Placentia Bay sowie nach Süden hin über Bay du Nord River, North West Brook, North East Brook, Long Harbour River und weitere Flüsse entwässert. Im Süden reicht das Schutzgebiet bis auf 7,5 km an die Südküste der Insel heran. Im Schutzgebiet liegen zahlreiche Seen, darunter Medonnegonix Lake, Koskaecodde Lake, Jubilee Lake, Kaegudeck Lake, Eastern Meelpaeg und Meta Pond. Die höchsten Erhebungen sind Mount Sylvester im Nordwesten mit 376 m sowie The Tolt im Südosten mit 310 m. Im Nordwesten grenzt die Bay du Nord Wilderness Reserve an die Middle Ridge Wildlife Reserve.

## Fauna
Die aus 15.000 Tieren bestehende Middle Ridge Karibu-Herde lebt in der Bay du Nord Wilderness Reserve und den angrenzenden Gebieten. Das Schutzgebiet bildet den größten Lebensraum der Kanadagans auf Neufundland.